# Moulin Loquet
De Moulin Loquet is een torenmolen gelegen in de gemeente Grevelingen (Frans: Gravelines) in het Franse Noorderdepartement.

## Geschiedenis
De oorsprong van deze molen is onduidelijk. In 1852 zou er hier al sprake zijn van een poldermolen want een document maakte melding van een moulin, ancienne construction non imposée, en over poldermolens werd geen belasting geheven. Op de kadastrale kaart van 1855 kwam de molen echter niet voor. In 1912 werd de molen gekocht door Edouard Loquet, waaraan de molen zijn naam heeft te danken.
De molen bleef in bedrijf als korenmolen tot 1933. Na de Tweede Wereldoorlog werd de molen gekocht door een architect, die hem inwendig verbouwde tot zijn tweede woning. Daarna wisselde de molen een aantal malen van eigenaar, en in 1984 werd hij voorzien van wieken, die afkomstig waren van windmolens uit Kassel en Wormhout, en oorspronkelijk bestemd waren voor de windmolen te Guemps. Ook het dak werd weer gerestaureerd, waardoor de molen zijn oorspronkelijke aanblik herkreeg.
De molen werd in 1986 beschermd als monument historique.